# Coppa Oswaldo Cruz
La Coppa Oswaldo Cruz (in lingua portoghese Taça Oswaldo Cruz, in lingua spagnola Copa Oswaldo Cruz) fu una competizione calcistica disputata tra la Nazionale di calcio del Brasile e quella del Paraguay in due partite. Si tennero complessivamente sette edizioni tra gli anni '50 e '60 , tutte vinte dal Brasile. Il nome era un omaggio all'omonimo medico brasiliano che contribuì a debellare il vaiolo e la febbre gialla.